# Wishing on the Same Star
Wishing on the Same Star – dwudziesty singel Namie Amuro w wytwórni avex trax. Został wydany 11 września 2002 - w rocznicę przeprowadzenia ataku terrorystycznego na World Trade Center i Pentagon. Singel utrzymywał się przez dwanaście tygodni w rankingu Oricon. Sprzedano wtedy 97 253 kopii płyty. Singel był na #2 miejscu w Oriconie. B-side to
Did U.

## Lista utworów
| 1. | Wishing on the Same Star                         | 4:55  |
|    |                                                  |       |
| 2. | Did U                                            | 3:57  |
|    |                                                  |       |
| 3. | Wishing on the Same Star (wersja instrumentalna) | 4:56  |
|    |                                                  |       |
| 4. | Did U (wersja instrumentalna)                    | 3:56  |
|    |                                                  |       |
|    |                                                  | 17:44 |
|    |                                                  |       |

## Wystąpienia na żywo
- 28 lipca 2002 – Music Fest Peace of Ryukyu
- 7 września 2002 – CDTV
- 12 września 2002 – AX Music Factory
- 14 września 2002 – Pop Jam
- 16 września 2002 – Hey! Hey! Hey! Music Champ
- 27 września 2002 – Music Station
- 5 grudnia 2002 – FNS Music Festival
- 18 grudnia 2002 – Best Artist 30
- 23 grudnia 2002 – Hey! Hey! Hey! Music Champ X'mas Special Live VI
- 27 grudnia 2002 – Music Station Special Super Live 2002
- 31 grudnia 2002 – 53rd Kōhaku Uta Gassen
- 1 stycznia 2003 – CDTV Special Live 2002-2003

## Personel
- Namie Amuro – wokal, wokal wspierający
- Kareb James – wokal wspierający
- Yuko Kawai – wokal wspierający

## Produkcja
- Producenci – Masaki Iehara, Cobra Endo
- Aranżacja – Masaki Iehara, Cobra Endo
- Remix – Koji Morimoto, Rob Chiarelli
- Remix asystent – Sang Park
- Programowanie – David L. Huff, Cobra Endo
- Dyrektor wokalu – Mayumi Harada
- Reżyser – UGICHIN
- Choreograf – Warner

## Oricon
| Diagram                                                    | Pozycja |
| ---------------------------------------------------------- | ------- |
| Dzienny diagram Oricon (w pierwszym dniu sprzedaży)        | #2      |
| Tygodniowy diagram Oricon (w pierwszym tygodniu sprzedaży) | #2      |
| Miesięczny diagram Oricon (w pierwszym miesiącu sprzedaży) | #15     |
| Roczny diagram Oricon                                      | -       |